# Demokratická únia Slovenska (1994)
Demokratická únia Slovenska (česky Demokratická unie Slovenska, zkratka DEÚS), byla politická strana působící na Slovensku v letech 1994–1995. 
DEÚS vznikla 23. dubna 1994 sloučením Alternatívy politického realizmu a Aliancie demokratov Slovenska. Tyto strany se původně odštěpily od HZDS. Strana zanikla 25. března 1995 sloučením s Národno-demokratickou stranou, kdy tak vznikla strana s novým názvem Demokratická únia.
Mezi významné představitele strany patřili Vladimír Bajan, Ján Budaj, Roman Kováč, Milan Kňažko, Jozef Moravčík a Tibor Šagát.